# Wereld-IPv6-dag
Wereld-IPv6-dag, ook wel bekend als World IPv6 Day of Test Drive Day (Proefritdag) was een evenement dat georganiseerd werd door de Internet Society en meerdere grote internetbedrijven met veelbezochte websites als Google, Microsoft, Yahoo en Akamai. De bedoeling van de dag was om te testen of de uitrol van het IPv6-protocol bij websites en hun bezoekers problemen zou gaan geven geven. In 2011 werd de dag voor het eerst georganiseerd, op woensdag 8 juni 2011 (02:00 uur West-Europese tijd). Op 6 juni 2012 werd er een Wereld-IPv6-lancering georganiseerd.
Wereld-IPv6-lancering was niet de dag waarop IPv6 algemeen ingevoerd zou gaan worden.

## Achtergrond
Door technische beperkingen van IPv4, de voorganger van IPv6, waren er niet genoeg IP-adressen meer: er zijn ongeveer 4 miljard IPv4-adressen beschikbaar, waarvan op 3 februari 2011 de Internet Assigned Numbers Authority (IANA) de laatste IPv4-blokken vrijgaf. Om dit probleem op te lossen moest men op termijn overstappen op IPv6. Om de problemen met IPv6 in de praktijk te testen werd de Wereld-IPv6-dag georganiseerd. Op deze dag  moesten belangrijke web-/internetbedrijven en andere spelers in de internetindustrie gezamenlijk 24 uur lang het nieuwe internetprotocol IPv6 op hun websites aanzetten. Het doel was om organisaties uit het gehele bedrijfsleven (internetproviders, hardwarefabrikanten, makers van computerbesturingssystemen) te motiveren zich voor te bereiden om hun diensten en producten ook voor IPv6 geschikt te maken, om zo een succesvolle overgang te verzekeren voordat de adresruimte van IPv4 geheel uitgeput is.

## Methode
De test bestond uit het publiceren van een zogenaamd "AAAA record" in het DNS-systeem, waardoor de domeinnaam van een website ook aan een IPv6-adres wordt gekoppeld, zodat een computer met een IPv6-verbinding de website via het nieuwe internetprotocol kan benaderen. Alhoewel internetproviders aangemoedigd werden deel te nemen, werd niet van ze verwacht om juist op die dag IPv6-toegangsdiensten aan te bieden. Wel konden ze hun helpdesks voorbereiden op de verwachte toestroom van vragen.

## Deelnemende websites
De eerste bedrijven die toegezegden om deel te nemen waren Facebook, Google en Yahoo. Daarna volgden al snel Cisco, Juniper Networks, Akamai, Limelight Networks, W3C, Bing, Rackspace en Verizon.
Hiernaast namen ook een groot aantal minder bekende websites deel.

## Wereld-IPv6-dag in Nederland
Wereld-IPv6-dag werd in Nederland door een aantal organisaties ondersteund. Deze organiseerden op de dag zelf een evenement om over de voortgang te communiceren en om IPv6 in het algemeen verder onder de aandacht te brengen:
- Amsterdam Internet Exchange
- Hogeschool van Amsterdam
- Internet Society Nederland
- Nederlandse IPv6 Task Force
- RIPE NCC
- Stichting Internet Domeinregistratie Nederland
- Stichting IPv6 Nederland
- SURFnet
- Universiteit van Amsterdam
- XS4ALL[8]